# Weltklasse Zürich 2017
Weltklasse Zürich 2017 byl lehkoatletický mítink, který se konal 24. srpen 2017 ve švýcarskem městě Curych. Byl součástí série mítinků Diamantové ligy 2017.

## Výsledky

### Muži
| Disciplína            | 1. místo                  | 2. místo                 | 3. místo                   |
| Běh na 100 m          | Chijindu Ujah 9,97        | Ben Youssef Meïté 9,97   | Ronnie Baker 10,01         |
| Běh na 400 m          | Isaac Makwala 43,95       | Gil Roberts 44,54        | Vernon Norwood 45,01       |
| Běh na 1500 m         | Timothy Cheruiyot 3:33,93 | Silas Kiplagat 3:34,26   | Elijah Manangoi 3:34,65    |
| Běh na 5000 m         | Mohamed Farah 13:06,05    | Paul Chelimo 13:06,09    | Muktar Edris 13:06,09      |
| Běh na 400 m překážek | Kyron McMaster 48,07      | Karsten Warholm 48,22    | Kariem Hussein 48,45       |
| Skok vysoký           | Mutaz Essa Baršim 236 cm  | Majededdin Ghazal 231 cm | Bohdan Bondarenko 231 cm   |
| Skok daleký           | Luvo Manyonga 849 cm      | Rushwal Samaai 831 cm    | Jarrion Lawson 812 cm      |
| Skok o tyči           | Sam Kendricks 587 cm      | Piotr Lisek 580 cm       | Paweł Wojciechowski 580 cm |
| Hod oštěpem           | Jakub Vadlejch 88,50 m    | Thomas Röhler 86,59 m    | Tero Pitkämäki 86,57 m     |

### Ženy
| Disciplína             | 1. místo                           | 2. místo                      | 3. místo                     |
| Běh na 100 m           | Novlene Williamsová-Millsová 11,07 | Jura Levyová 11,07            | Barbara Pierreová 11,29      |
| Běh na 200 m           | Shaunae Millerová-Uiboová 21,88    | Elaine Thompsonová 22,00      | Marie-Josée Ta Lou 22,09     |
| Běh na 800 m           | Caster Semenyaová 1:55,84          | Francine Niyonsabaová 1:56,71 | Margaret Wambuiová 1:56,87   |
| Běh na 400 m překážek  | Zuzana Hejnová 54,13               | Sarah Petersenová 54,35       | Léa Sprungerová 54,66        |
| Běh na 3000 m překážek | Ruth Jebetová 8:55,29              | Beatrice Chepkoechová 8:59,84 | Norah Jerutová 9:05,31       |
| Běh na 100 m překážek  | Sally Pearsonová 12,55             | Sharika Nelvisová 12,55       | Christina Manningová 12,67   |
| Trojskok               | Olga Rypakovová 14,55 m            | Yulimar Rojasová 14,52 m      | Caterine Ibargüenová 14,48 m |
| Vrh koulí              | Kung Li-ťiao 19,60 m               | Anita Mártonová 18,54 m       | Julia Leancjuková 18,47 m    |
| Hod oštěpem            | Barbora Špotáková 65,54 m          | Kelsey-Lee Barberová 64,53 m  | Sara Kolaková 64,47 m        |